# Elana
Pour les articles homonymes, voir Elana (homonymie).
Elana est un village du Sénégal situé en Basse-Casamance Il fait partie de la communauté rurale de Mangagoulack, dans l'arrondissement de Tendouck, le département de Bignona et la région de Ziguinchor.

## Histoire
Le village de Elana aurait été créé il y a 500 ans ou plus par les familles Sambou venu du sud, Diédhiou, Badji et Diémé venus de l'est, Diatta-Manga et Diatta-Bassène venus de l'ouest, Sagna et Goudiaby venus du nord. Ces familles s'étaient regroupées dans des quartiers de Catama, Elioul, Foutouta, Diabangour, Kacounoun, Caleh, Dianoghay, Dialîndé, BalÏndaill, Ebirouwaill et Kagout.
C'est en 1948 que les missionnaires français y installèrent la quatrième mission catholique en Casamance après Ziguinchor en 1900, Bignona en 1906 et Oussouye. Ce village a aussi accueilli le grand marabout El Hadj Omar Foutiou Tall qui y a creusé un puits sacré à Barator.

## Population
Lors du dernier recensement (2002), Elana comptait 783 habitants et 109 ménages. Les estimations portent ce chiffre à 890 pour 2010 et à 1 071 pour 2015.